# Hisahito Inaba
Hisahito Inaba (稲葉 久人 Inaba Hisahito?), född 26 maj 1985 i Tochigi prefektur, är en japansk före detta fotbollsspelare.
Inaba började sin karriär 2008 i Tochigi SC. Han spelade 46 ligamatcher för klubben. 2010 flyttade han till Tochigi Uva FC. Han avslutade karriären 2010.